# N (ZONEのアルバム)
『N』（エヌ）は、日本のガールズロックバンド・ZONEが2004年2月18日にSony Recordsから発売した3枚目のオリジナルアルバムである。

## 内容
前作『ASTRO Girlz & Boyz』から7ヶ月ぶり、オリジナルアルバムとしては前作『O』から約1年3ヶ月ぶりの作品。
タイトルはバンド名の3文字目「ZONE」から名付けられた。最古参に当たるシングル「白い花」のアコースティックバージョンを軸に、前半はTOMOKA加入後の音源、シングル「secret base〜君がくれたもの〜」のライブバージョン含む後半がTAKAYO在籍時の音源で構成されている。
レーベルゲートCD2規格による初回生産限定盤と通常盤、従来のCD規格による通常盤の3形態で発売された。初回生産限定盤はデジパック仕様となっている。
オリコン初登場9位を獲得。3作連続でのトップ10入りを果たした。

## 収録曲
| #         | タイトル                                     | 作詞      | 作曲              | 編曲       | 時間  |
| --------- | -------------------------------------------- | --------- | ----------------- | ---------- | ----- |
| 1.        | 「卒業」                                     | 町田紀彦  | 町田紀彦          | ha-j       | 4:39  |
| 2.        | 「Come to myself」                           | 町田紀彦  | 町田紀彦          | 高橋KATSU  | 5:04  |
| 3.        | 「ROCKING」                                  | 町田紀彦  | 町田紀彦          | ha-j       | 4:14  |
| 4.        | 「Bible」                                    | 町田紀彦  | 町田紀彦          | 山原一浩   | 4:53  |
| 5.        | 「BeaM」                                     | 町田紀彦  | 町田紀彦          | 高橋KATSU  | 4:07  |
| 6.        | 「Like」                                     | 町田紀彦  | 町田紀彦          | 山原一浩   | 4:53  |
| 7.        | 「prayer」                                   | 町田紀彦  | 町田紀彦          | Ocean Born | 4:36  |
| 8.        | 「白い花」(acoustic ver.)                    | 町田紀彦  | 町田紀彦          | Ocean Born | 4:39  |
| 9.        | 「true blue」                                | 町田紀彦  | 吉松隆 / 町田紀彦 | 山原一浩   | 4:10  |
| 10.       | 「僕の手紙」                                 | 町田紀彦  | 町田紀彦          | 山原一浩   | 4:46  |
| 11.       | 「恋々…」                                    | 町田紀彦  | 町田紀彦          | HIKARI     | 4:10  |
| 12.       | 「H・A・N・A・B・I〜君がいた夏〜」           | 町田紀彦  | 町田紀彦          | ha-j       | 4:26  |
| 13.       | 「secret base〜君がくれたもの〜」(LIVE ver.) | 町田紀彦  | 町田紀彦          | 虎じろう   | 6:09  |
| 合計時間: | 合計時間:                                    | 合計時間: | 合計時間:         | 合計時間:  | 60:46 |

## 曲解説
1. 卒業
12thシングルの表題曲。表記はないが、シングルバージョンよりイントロのSEが長くなっている。
2. Come to myself
TOMOKAとMAIKOのツインボーカルによる曲だが、メインボーカルはTOMOKAが担当している。
3. ROCKING
TOMOKAのソロボーカル曲。
4. Bible
MIZUHOメインボーカル曲で、TOMOKAはコーラスを担当している。
5. BeaM
6. Like
MAIKOメインボーカル曲で、MIYUがコーラスを担当している。
7. prayer
MIYUのソロボーカル曲。
8. 白い花 <acoustic ver.>
8thシングルの表題曲のアコースティックバージョン。MIYUがメインボーカル曲を、MIZUHOがコーラスを担当している。
9. true blue
両A面からなる9thシングルの表題1曲目。
10. 僕の手紙
11thシングルの表題曲。
11. 恋々…
両A面からなる9thシングルの表題2曲目。
12. H・A・N・A・B・I〜君がいた夏〜
10thシングルの表題曲。
13. secret base〜君がくれたもの〜 <LIVE ver.>
3rdシングルの表題曲のライブバージョン。今作に収録されているのは『ZONE TOUR ASTRO GIRL 2003～夏だぁ!ZONEだぁ!全員集合!～』からの音源となっている。

## 参加ミュージシャン
ZONE
- MIYU：Vocal & Guitar (#1,5〜13)
- MIZUHO：Vocal & Drums (#1,4,5,8〜10,12,13)
- TOMOKA：Vocal & Guitar (#1〜5)
- MAIKO：Vocal & Bass (#1,2,5,6,9,10,12,13)
- TAKAYO：Vocal & Guitar (#9〜13)

## タイアップ
- ゲームボーイアドバンス専用ゲームソフト『ファイナルファンタジータクティクスアドバンス』イメージソング (#8)
- フジテレビ系列日曜アニメ『アストロボーイ・鉄腕アトム』前期・後期オープニングテーマ (#9)
- フジテレビ系列音楽番組『HEY!HEY!HEY! MUSIC CHAMP』2002年10月-12月度エンディングテーマ (#10)
- ハウス食品『フルーチェアジア』CMソング (#11)